# Galina Kúkleva
Galina Alexéyevna Kúkleva –en ruso, Галина Алексеевна Куклева– (Ishimbai, 20 de noviembre de 1972) es una deportista rusa que compitió en biatlón.
Participó en dos Juegos Olímpicos de Invierno, obteniendo en total tres medallas: oro y plata en Nagano 1998 y bronce en Salt Lake City 2002. Ganó seis medallas en el Campeonato Mundial de Biatlón entre los años 1997 y 2003, y dos medallas en el Campeonato Europeo de Biatlón de 1996.

## Palmarés internacional
| Juegos Olímpicos   | Juegos Olímpicos                | Juegos Olímpicos  | Juegos Olímpicos |
| Año                | Lugar                           | Medalla           | Prueba           |
| ------------------ | ------------------------------- | ----------------- | ---------------- |
| 1998               | Nagano (Japón)                  | Medalla de oro    | Velocidad        |
| 1998               | Nagano (Japón)                  | Medalla de plata  | Relevos          |
| 2002               | Salt Lake City (Estados Unidos) | Medalla de bronce | Relevos          |
| Campeonato Mundial |                                 |                   |                  |
| Año                | Lugar                           | Medalla           | Prueba           |
| 1997               | Osrblie (Eslovaquia)            | Medalla de bronce | Relevos          |
| 1999               | Kontiolahti (Finlandia)         | Medalla de plata  | Relevos          |
| 2000               | Oslo (Noruega)                  | Medalla de oro    | Relevos          |
| 2000               | Oslo (Noruega)                  | Medalla de plata  | Salida en grupo  |
| 2001               | Pokljuka (Eslovenia)            | Medalla de oro    | Relevos          |
| 2003               | Janty-Mansisk (Rusia)           | Medalla de oro    | Relevos          |
| Campeonato Europeo |                                 |                   |                  |
| Año                | Lugar                           | Medalla           | Prueba           |
| 1996               | Val Ridanna (Italia)            | Medalla de oro    | Relevos          |
| 1996               | Val Ridanna (Italia)            | Medalla de bronce | Velocidad        |